# Арктотека ноготковая
Арктоте́ка ноготко́вая (лат. Arctotheca calendula) — растение рода Арктотека семейства Астровые. Происходит из Южной Африки — Лесото и ЮАР. Завезено и натурализовано в Макаронезии, Австралии (кроме северной половины), Новой Зеландии, Европе и западных США. Растение плодоносит осенью и зимой, увядает — летом. Произрастает в умеренных широтах, местами доминирует на пастбищах. Является сорным растением на культивируемых территориях, пастбищах и лужайках.

## Синонимы
- Arctotis calendula  L.basionym
- Cryptostemma calendula (L.) Druce
- Cryptostemma calendulacea R.Br.